# Saint-Denis-d’Anjou
Saint-Denis-d’Anjou – miejscowość i gmina we Francji, w regionie Kraj Loary, w departamencie Mayenne.
Według danych na rok 2010 gminę zamieszkiwało 1519 osób, a gęstość zaludnienia wynosiła 36 osób/km².